# Faetano
Faetano (emilián–romanyol nyelven Faitén) egyike San Marino kilenc városának. Az ország délkeleti részén helyezkedik el. A települést 1463-ban csatolták San Marinóhoz, az utolsó területi bővítés részeként.